# Nahda
Als Nahda (arabisch نهضة, DMG Nahḍa) wird eine Bewegung bezeichnet, die die Grundwerte des Islams mit der Moderne zu verbinden versuchte.
Wörtlich übersetzt bedeutet das Wort „Nahda“ eine Bewegung von einer unteren zu einer oberen Körperhaltung (wie etwa beim Aufstehen). Es steht für eine arabische Renaissance. Verwendung findet das Wort, um die Blüte der arabischen Sprache und Literatur im 19. und 20. Jahrhundert zu bezeichnen.

## Geschichte
Die Nahda-Bewegung steht für die Rückbesinnung auf die Zeit der großen Hoffnungen. Sie kann einerseits gesehen werden als Nachwirkung des Kulturschocks, der sich nach Napoleons Invasion Ägyptens einstellte und in den Reformen folgender Herrscher wie Muhammad Ali Pascha seinen Ausdruck fand. Anderseits steht sie im Zusammenhang mit den institutionellen Tanzimat-Reformen im Osmanischen Reich unter dem ersten Gouverneur des Vilâyet Syriens, Mehmed Rashid Pasha. Ihr wichtigstes politisches Produkt war die nationalistische Idee, vor allem der Panarabismus, aber auch der syrische Nationalismus, der zur Gründung der Syrischen Sozialen Nationalistischen Partei führte, die für die Gründung eines Großsyriens eintrat. Die Nahda war von Aufbruch in die Moderne wie von romantischer Verklärung der Geschichte geprägt.
Protagonisten der Nahda werden Nahdisten genannt. Die ersten Nahdisten waren ägyptische Muslime wie Rifāʿa at-Tahtāwī. Sie teilten die Überzeugung, islamische Religion und wissenschaftlicher Fortschritt seien miteinander vereinbar. Den Islam erachteten sie als tragfähige Grundlage einer modernen arabischen Gesellschaft, riefen zugleich aber zu einer Erneuerung des Islams im Sinne des Zeitgeistes auf.
Die Reformer der Nahda wehrten sich zugleich gegen den Säkularismus der Moderne, standen jedoch für die Möglichkeit ein, einen demokratischen Staat auf der Basis eines weiterentwickelten Islams errichten zu können.
Die Nahdisten machten den kulturellen Schwung, den westliche Missionare auslösten, für sich fruchtbar. Sie stellten historisch-soziologische Überlegungen an zu einer Ortsbestimmung ihrer Gesellschaft und zur Klärung der Frage, warum die islamische Welt eine andere Entwicklung genommen hat als die westliche.
Die Islamreformer der Nahda um Dschamal ad-Din al-Afghani (1838–1897) und Muhammad Abduh (1849–1905) wehrten sich gegen den modernen Säkularismus der Nationalisten, aber auch gegen die Bindung an den Kulturbereich der osmanischen Tradition, die im Laufe der Jahrhunderte die Religion korrumpiert habe. Sie wollten zu einem wahren Islam bzw. zu den Quellen zurückkehren. Sie standen für eine neue, rationale Interpretation des Korans. Diese Ideen fanden viele Nachahmer, so z. B. Tāhir al-Dschazā'irī, der als „Muhammad Abduh aus Syrien“ bezeichnet wurde.

## Strömungen
Später bildete sich ein anderes Nahda-Modell heraus, welches dazu tendierte, die Religion zugunsten einer laizistischen Orientierung, d. h. einer Trennung von Staat und Religion, auszuklammern, (so Farah Antun) bzw. ihre verbindende Kraft zu minimieren (so Dschurdschī Zaidān). Verfechter dieses zweiten Nahda-Modells waren vor allem Christen. Ein „Patron“ der christlichen Vertreter der Nahda-Bewegung war z. B. der am Syrian Protestant College in Beirut tätige Missionar Kornelius Van Dyck. Antun Sa'ada und Michel Aflaq bewirkten eine Umsetzung dieses Modells in ein politisches nationalistisches Programm. Dieses zweite Nahda-Modell setzte sich insofern durch, als sich die nach dem Ersten Weltkrieg entstandenen arabischen Länder für eine Aufgabe des Dhimma- und Millet-Systems zugunsten einer zivilrechtlichen Gleichberechtigung all ihrer Bürger entschieden. Ein jüdischer Vertreter der Nahda am Vorbild Zaidāns war der arabischsprachige Schriftsteller Jitzchak Schami aus Hebron.
Die Nahda spaltete sich in eine säkulare und eine salafistische Strömung. Leitfigur der Säkularen war der ägyptische Scheich Ali Abdel-Razeq (1888–1966). Er versucht in seinem 1925 erschienenen Buch „Islam und die Grundlagen der Herrschaft“ den Säkularismus islamisch zu begründen.
Leitfigur der Salafisten war der Scheich Raschīd Ridā (1865–1935). Dieser wandte sich auf der Suche nach einer Lösung für die momentane Stagnation immer stärker der islamischen Frühzeit und der „unverfälschten“ Form von Koran und Sunna zu. Gegen Ende seines Lebens vertrat er fundamentalistische Positionen und forderte die Wiedererrichtung des Kalifats. Damit stehen die Salafisten dem Wahhabismus nahe.